# 프랭클린 D. 루스벨트의 대통령직 인수
프랭클린 D. 루스벨트의 대통령직 인수는 그가 1932년 미국 대통령 선거에서 승리하여 미국의 대통령 당선인이 되면서 시작되었고, 1933년 3월 4일 정오 동부 표준시에 루스벨트가 취임하면서 종료되었다.
루스벨트의 대통령직 인수가 이루어질 당시, "대통령직 인수"라는 용어는 개인이 미국 대통령으로 당선된 후 직무를 맡기까지의 기간에 널리 적용되지 않았다.
이번 인수 기간은 루스벨트 대통령 당선인과 루스벨트에게 선거에서 패배한 퇴임하는 대통령 허버트 후버 사이에 엄청난 긴장이 존재하여 순탄치 못한 것으로 평가된다. 이는 대공황이라는 배경 속에서 일어났다.

## 루스벨트의 선거 승리

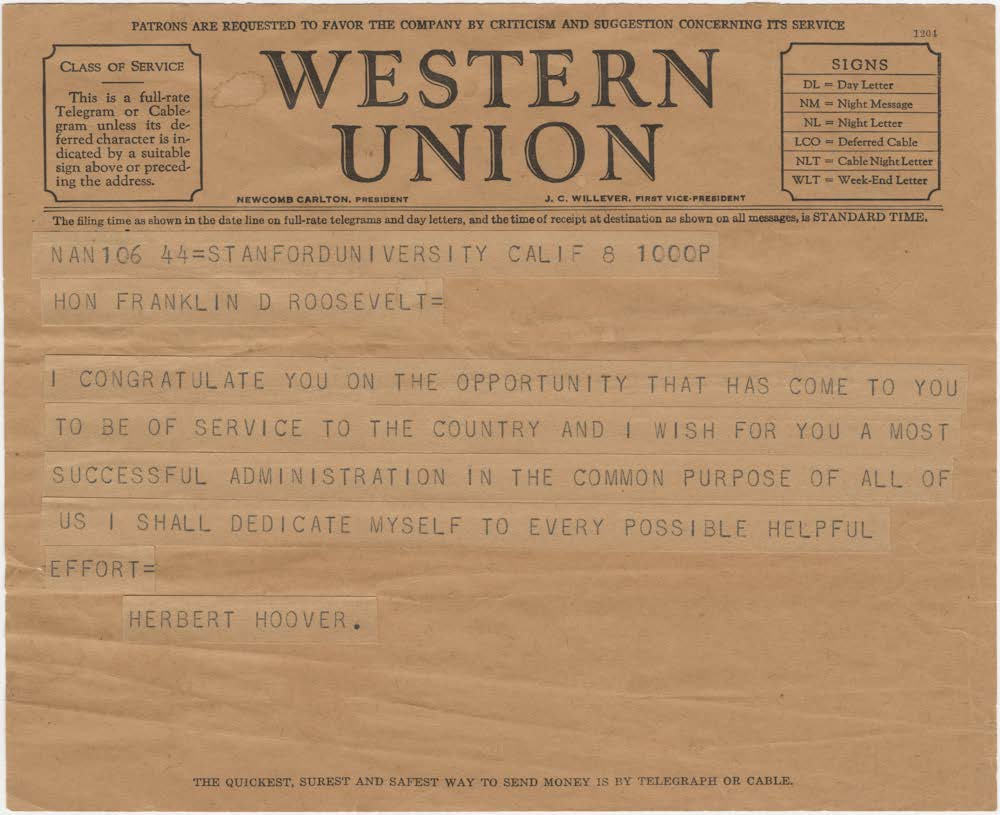
허버트 후버가 루스벨트에게 보낸 승복 전보

루스벨트는 1932년 대통령 선거에서 현직 후버에게 압승을 거두었다. 캘리포니아주에 있는 자신의 거처에서 후버는 태평양 표준시 오후 10시에 전보를 통해 루스벨트에게 패배를 인정하는 전문을 보냈다. 그 전보에서 그는 "우리 모두의 공통된 목표에 따라, 나는 가능한 모든 유익한 노력을 기울일 것"이라고 약속했다.

## 인수 고문

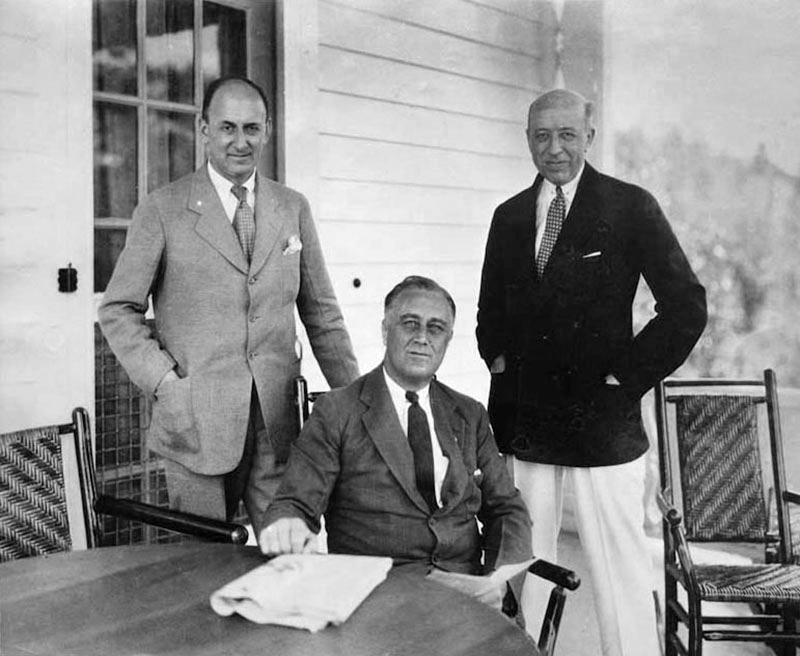
1932년 11월 30일, 조지아주 웜스프링스의 개인 은신처에서 헨리 모건소 주니어 및 W. 포브스 모건과 함께 있는 루스벨트 대통령 당선인

루스벨트는 그의 "브레인 트러스트" 구성원들의 자문을 받았다. 또한 루이 맥헨리 하우와 같은 보좌관들도 루스벨트에게 자문을 제공했다. 더불어, 에드워드 J. 플린, 조지프 P. 케네디, 제시 I. 스트라우스, 프랭크 C. 워커, 윌리엄 H. 우딘과 같은 친구들과 동료들도 인수 기간 동안 루스벨트에게 자문을 했다. 뉴욕 빌트모어 호텔에 있는 루스벨트 선거 운동 본부에서 활동한 이는 민주당 전국위원회 의장 제임스 팔리였다. 처음에는 1월 이전에 뉴욕주의 주지사로서 임기를 마치는 동안 올버니에서 매일 도움을 주기 위해 주지사의 변호사 새뮤얼 로젠먼이 루스벨트를 도왔다. 또한 제임스 F. 번스, 호머 커밍스, 조지퍼스 대니얼스, 루이스 W. 더글러스, 펠릭스 프랑크푸르터, 에드워드 M. 하우스, 대니얼 로퍼, 스와가 셔리도 루스벨트의 인수에 일부 도움을 제공했다.

## 경제 정책에 대한 이견

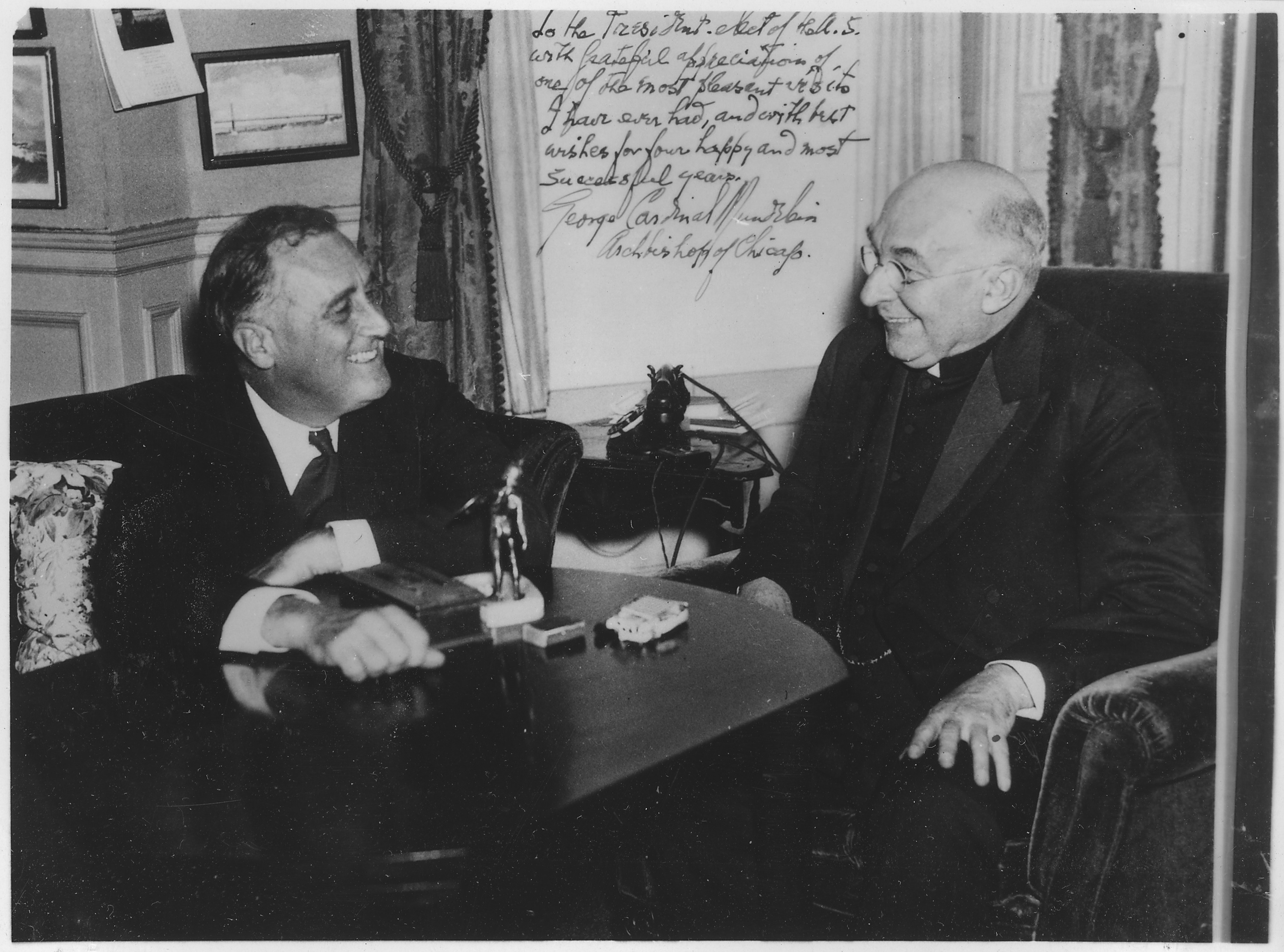
1932년 11월 18일, 뉴욕주 올버니에서 시카고 대교구장 조지 문델라인 추기경과 만나는 루스벨트

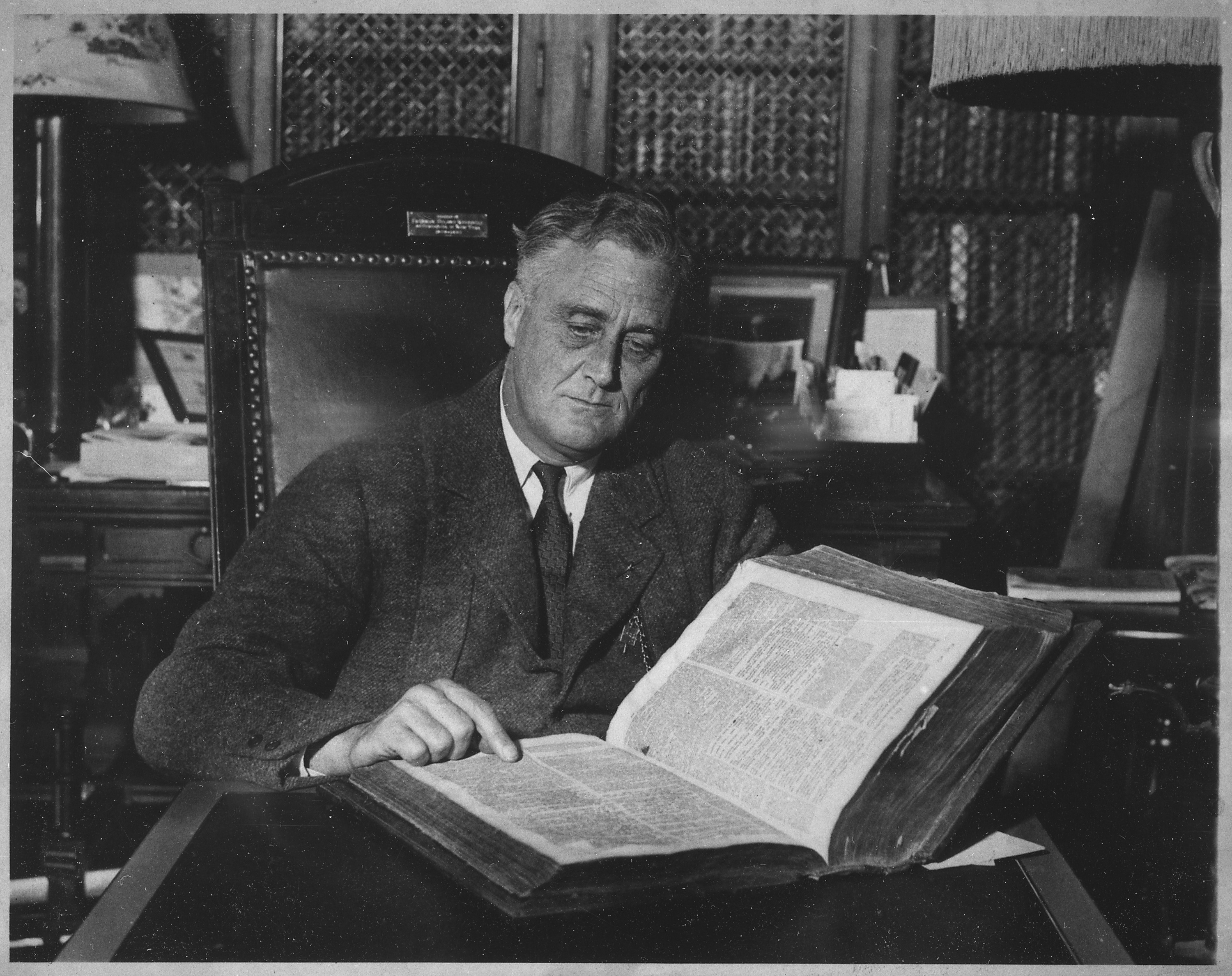
1933년 2월, 뉴욕주 하이드파크에 있는 루스벨트

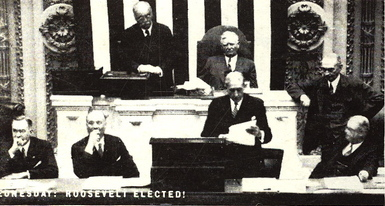
1933년 2월 8일 미국 선거인단 투표 집계

인수 기간 동안, 후버는 루스벨트에게 진행 중인 경제 불황을 해결하기 위한 후버의 정책에 대한 지지를 얻으려 노력했다. 루스벨트는 후버의 접근 방식에 반대하는 선거 운동을 벌였고, 당선되면 "뉴딜"을 약속했기에 이를 거부했다. 후버는 루스벨트에게 자신의 "뉴딜"을 포기하도록 설득하려 했으며, 후버는 이 정책이 재앙을 초래할 것이라고 믿었다. 루스벨트는 후버의 제안이나 자신의 계획에 대해 일관되게 공개적인 발언을 거부했으며, 3월 4일 이전에는 공식적인 결정을 내리지 않을 것이라고 후버에게 말했다.
11월 22일 회의에서 루스벨트는 후버에게 그와 레임덕 의회가 루스벨트의 농업 구제 아이디어를 포함하는 농업 법안을 통과시킨다면, 루스벨트가 취임 후 특별 의회를 소집할 필요를 피할 수 있을 것이라고 말했다. 루스벨트가 의회에서 추구하는 농업 정책이 통과될 여지가 많았지만(공화당 내에서도), 후버는 그러한 법안에 서명할 의사가 없음을 분명히 했다.
12월, 후버는 루스벨트에게 런던경제회의에 파견될 대표단 임명에 참여하도록 설득하려 했다. 루스벨트는 이를 받아들이지 않았다. 이후 후버는 이에 대해 논의한 전보를 공개했고, 루스벨트가 경제 관련 공동 노력에 참여하는 것을 "바람직하지 않게" 여긴다고 시사하는 백악관 성명을 발표했다. 루스벨트는 이 백악관 성명에 대해 후버가 "협력적 행동"에 반대한다는 제안을 한 것이 "유감스럽다"고 말하며 응답했다. 당시 뉴욕 타임스는 후버가 공개한 전보가 두 사람 간의 "방법 충돌"을 드러냈다고 보도했다.
루스벨트는 여러 차례 균형 예산을 통과시키겠다고 약속했지만, 이를 달성하기 위한 새로운 세금 부과를 서약하지는 않았다. 2월 18일, 루스벨트는 후버로부터 균형 예산 달성을 위해 필요하다면 새로운 세금을 부과하겠다고 약속하도록 설득하려는 편지를 받았다. 이 편지는 또한 루스벨트에게 금본위제를 포기하지 말 것을 촉구했다. 후버는 1932년 여름부터 루스벨트가 대통령이 되면 그렇게 할지도 모른다고 걱정해왔다(민주당 경제학자가 후버에게 루스벨트가 그렇게 고려하고 있다고 경고한 후). 루스벨트는 그 편지를 자신의 고문들과 논의했지만, 후버에게 즉시 답장을 보내지 않았다. 후버는 루스벨트에게 또 다른 편지를 보냈고, 3월 1일 루스벨트는 이전 편지에 대한 늦은 답장이 비서의 실수 때문인 척하며 두 편지에 모두 답장을 보냈다.

## 루스벨트 정책의 형성

### 농업 정책
인수 기간 동안 루스벨트는 그의 최고 고문 몇 명을 농업 단체 지도자들과 협력하게 하여 농업 위기를 해결하기 위한 프로그램을 구상했다. 이 논의에 참여한 루스벨트의 고문 중에는 헨리 모건소 주니어, 레이먼드 몰리, 렉스포드 터그웰이 있었다. 루스벨트는 또한 헨리 A. 월리스를 영입하여 이들 농업 지도자들과의 논의에 자신의 고문들과 함께 참여시켰다.

### 테네시 계곡
12월, 루스벨트는 1931년 후버가 거부권을 행사했던 머슬 숄스 법안의 저자인 조지 W. 노리스 상원의원에게 테네시 계곡으로 함께 여행하여 그 법안이 제안한 프로젝트들을 평가하자고 제안했다. 1933년 1월, 루스벨트와 노리스는 워싱턴 D.C.에서 테네시 계곡으로 기차를 타고 함께 이동하여 거부된 법안의 대상이었던 제안된 프로젝트들을 평가했다. 그 후, 그들은 앨라배마주 몽고메리에 있는 앨라배마주 의사당으로 이동했고, 루스벨트는 건물 현관에서 즉흥적으로 제안된 프로젝트들의 가치에 대해 연설했다. 이 프로젝트들은 루스벨트가 대통령이 된 직후 승인할 테네시강 유역 개발 공사의 핵심이 되었다.

## 루스벨트와 후버의 회담

### 11월 22일
11월 22일, 루스벨트 대통령 당선인과 퇴임하는 후버 대통령은 백악관의 레드룸에서 선거 후 첫 대면 회의를 가졌다. 후버는 회의에서 루스벨트의 마비성 장애 정도를 보고 놀랐다. 후버는 국제 경제 문제에 대해 한 시간 동안 루스벨트에게 강연을 하면서 회의를 시작했다. (그는 나중에 한 고문에게 자신이 "매우 무식하지만" "선의를 가진 젊은이"를 "교육했다"고 말했다.) 이 회의에서 후버는 루스벨트에게 외채 위원회 구성에 협력할 것을 제안했고, 루스벨트가 동의했다고 오해했다.

### 1월 20일
1월이 되자 대통령 당선인과 퇴임 대통령 간의 협력 부족이 공개적으로 논의되었다. 뉴욕 타임스의 아서 크록은 그들이 "선천적으로 서로를 이해하거나 방법론에 동의할 수 없다"고 썼다. 비협력적으로 보이지 않기 위해, 1월 초 루스벨트는 후버에게 전화를 걸어 두 번째 회의를 주선했다. 이때 후버는 루스벨트를 너무 불신하여 이 회의를 주선하는 전화 통화 중에 속기사를 두도록 고집했다. 대통령과 대통령 당선인은 1월 20일에 다시 만났다. 그들은 미국이 영국과 미국의 전채와 관련하여 회담을 개최하기로 합의했으며, 이는 루스벨트가 대통령직을 맡은 후에 열릴 예정이었다.

### 3월 3일
후버 부부는 루스벨트 부부를 전통적인 취임 전 만찬에 초대하는 대신, 취임 전날 오후 차담회에 초대했다. 루스벨트가 백악관에 도착했을 때, 그는 후버가 자신을 또 다른 회의로 끌어들이려 한다는 것을 알았다. 이번에는 미국의 재무장관과 연방준비제도 이사회 의장이 함께하는 회의였다. 회의는 좋지 않았다. 루스벨트의 아내인 엘리너는 나중에 기자들에게 열린 문을 통해 대화를 들을 수 있었으며, 후버가 루스벨트에게 공황 인출을 막기 위해 전국 은행을 일시적으로 폐쇄하는 것에 대한 대중적 지지를 요청하는 것을 들었다고 말했다. 루스벨트는 "내가 감히 그러지 못할 리가! 당신이 직접 할 배짱이 없다면, 내가 대통령이 될 때까지 기다렸다가 하겠다."라고 답했다고 한다. 후버는 그날 밤 루스벨트의 비서실에 전화를 걸어 마음을 바꾸라고 재촉했지만 성공하지 못했다. 루스벨트는 실제로 대통령으로서 불과 3일 후에 은행 휴무를 선포했다.

## 인수 기간 중 입법

### 후버가 서명한 법률
레임덕 상태였지만, 후버는 인수 기간 동안 일부 법안에 서명하여 법으로 만들 수 있었다. 여기에는 바이 아메리칸 법이 포함되었다.

### 루스벨트가 지지한 의회 법안
루스벨트 대통령 당선인은 처음에는 자신의 의제 일부를 레임덕 의회를 통해 통과시키려 했다. 미국의 부통령 당선인 존 낸스 가너는 레임덕 회기 동안 여전히 미국 하원의장이었고, 의회를 통해 법안을 통과시키는 데 유용한 동맹이 될 수 있었다. 그러나 의회의 분열과 후버의 거부권 행사 가능성이 거의 확실하여, 이는 빠르게 무의미한 기회가 되었다.
레임덕 의회 내 민주당 의원들 사이의 분열을 보여준 첫 번째 시험은 12월 5일 미국 수정 헌법 제18조를 폐지하는 미국 헌법 개정안에 대한 투표였다. 이 개정안은 의회 승인에 6표가 부족했다. 다음 의회에 재선되지 않은 11명의 민주당 레임덕 의원들이 이 개정안에 반대표를 던졌다. 1933년 2월 20일, 또 다른 폐지 개정안이 투표에 부쳐졌고, 이번에는 의회에서 통과되었다. 그 후 각 주의 협의회에 비준을 위해 제출되었다. 이는 궁극적으로 1933년 12월에 비준되어 미국 수정 헌법 제21조가 되었다.

### 수정 헌법 제20조
미국 수정 헌법 제20조는 1933년 1월 23일에 비준되었다. 이 조항은 1933년 취임식 이후의 모든 정기 대통령 취임일자를 3월 4일에서 1월 20일로 변경했다. 또한 대통령 당선인이 사망하거나 취임 전에 대통령직에 대한 자격을 상실하는 경우의 절차를 명시했다.

## 루스벨트의 임명자 선정

### 법무부 장관
루스벨트는 아마도 1월 19일 워싱턴 D.C. 방문 중에 토머스 J. 월시에게 미국의 법무부 장관 직위를 제안했다. 월시는 2월 첫째 주에 이를 수락했다. 월시가 3월 초에 갑작스럽게 사망하자, 호머 스틸 커밍스가 빠르게 루스벨트의 법무부 장관으로 선정되었다.

### 우정청장
루스벨트는 선거일 전부터 제임스 팔리에게 미국 우정청장 직위에 대해 논의했었다.

### 농무장관
헨리 A. 월리스는 인수 기간 동안 루스벨트의 영향권에 들어왔다. 2월 초, 루스벨트는 그에게 미국의 농무장관 직위를 제안하는 편지를 보냈다.

### 상무부 장관
루스벨트의 측근들 사이에서 백화점 체인 메이시스의 사장인 제시 I. 스트라우스는 미국의 상무부 장관 직위에 가장 유력한 후보였다. 스트라우스는 루스벨트의 선거 운동에 크게 기여했다. 처음에는 그가 이 자리를 받을 가능성이 매우 높게 보였다.
보도에 따르면, 윌리엄 깁스 매커두가 1932년 민주당 전당대회에서 4차 투표에서 루스벨트에게 캘리포니아주 대표단을 확보해주어 루스벨트가 당의 지명을 받도록 한 대가로, 루스벨트는 국무장관과 재무장관을 선정하는 데 매커두의 조언을 구할 것을 약속했다고 한다. 로린 L. 헨리는 매커두가 카터 글래스의 루스벨트의 선택을 못마땅해했을 수 있으며, 루스벨트가 이 조언을 무시했을 가능성이 있다고 추측했다. 헨리는 루스벨트가 매커두를 달래기 위해 민주당 전당대회에서 루스벨트와 매커두 사이의 합의를 중재했던 대니얼 C. 로퍼에게 그 직위를 제안했을 가능성이 높다고 추측한다.

### 내무장관
로린 L. 헨리는 루스벨트가 인수 초기부터 진보적인 공화당원을 미국의 내무장관 직위에 임명하기로 결정했다고 추측했다. 루스벨트는 처음에 하임 존슨에게 이 직위를 제안했지만, 존슨은 제안을 즉시 거부했다. 브론슨 커팅에게도 이 직위가 제안되었지만, 2월 중순까지 그는 아직 결정을 내리지 않았다. 이 무렵, 루스벨트는 해럴드 L. 이커스와 국제 경제 회담 준비를 시작했다. 이커스는 루스벨트 행정부에서 일하기를 원했다. 2월 22일 루스벨트의 뉴욕 자택에서 루스벨트와 이커스의 첫 만남에서 이커스는 아서 멀렌에게 그 직위에 관심이 있다고 말했고, 멀렌은 루스벨트에게 이를 알리겠다고 동의했다. 다음 날, 그와 루스벨트의 또 다른 만남에서 루스벨트는 이커스에게 이제 그를 이 직위에 고려하고 있다고 말했다.

### 노동부 장관
2월 22일, 루스벨트는 프랜시스 퍼킨스에게 미국의 노동부 장관 직위를 제안했다. 그녀는 내각 직위에 임명된 최초의 여성이 될 것이다.

### 해군장관
루스벨트는 클로드 A. 스완슨에게 미국의 해군장관 직위를 제안했다.

### 국무장관
레이먼드 몰리는 나중에 루스벨트가 미국의 국무장관으로 로버트 워스 빙엄, 코델 헐, 오언 대니얼 영을 강력히 고려했다고 회고했다. 1월 19일 또는 20일, 루스벨트가 후버와의 두 번째 회의를 위해 워싱턴 D.C.로 여행하는 동안 루스벨트는 메이플라워 호텔에서 헐을 만나 그에게 직위를 제안했다. 헐은 제안을 고려할 시간을 요청했다.

### 재무장관
1월 19일, 후버와의 두 번째 회의를 위해 워싱턴 D.C.를 방문했을 때 루스벨트는 카터 글래스에게 미국의 재무장관 직위를 제안했다. 몇 주 동안 제안을 고려한 후, 2월 8일 글래스는 그 직위를 거절했다. 루스벨트는 그를 설득하여 마음을 바꾸게 하려 했고, 기차 안에서 그와 회의를 가졌으며, 여러 차례 전화 통화를 했다. 그러나 2월 19일, 루스벨트는 글래스가 마음을 바꾸지 않을 것임을 받아들였다. 그날 저녁, 그는 윌리엄 H. 우딘에게 그 직위를 제안했으며, 우딘은 맥헨리 하우와 레이먼드 몰리가 루스벨트에게 추천했던 인물이었다.

### 육군장관
루스벨트는 조지 던에게 미국의 육군장관 직위를 제안했다.

## 루스벨트 암살 시도
2월 15일, 플로리다주 마이애미에서 주세피 장가라가 루스벨트의 열린 컨버터블을 향해 총격을 가했다. 군중 속의 한 여성이 장가라의 팔을 쳐서 대통령 당선인을 맞히지 못하고 다섯 명의 구경꾼을 쏘았다. 총에 맞은 사람 중에는 루스벨트의 차 옆에 앉아 있던 시카고 시장 안톤 체르마크가 있었는데, 그는 3월 6일 부상으로 사망했다.

## 취임과 그 여파

루스벨트(오른쪽)와 후버가 취임식을 위해 미국 국회의사당으로 이동한다.

취임식 당일, 루스벨트와 후버는 백악관에서 미국 국회의사당까지 긴장된 분위기 속에서 차를 함께 탔다. 그들은 남은 평생 동안 서로에 대한 원한을 계속 품게 되었다.
이것은 3월 4일까지 지속된 마지막 인수였다. 1933년 1월 23일에 비준된 미국 수정 헌법 제20조는 정기 대통령 취임일자를 1월 20일로 변경했다.

### 역사적 평가
이번 인수 과정은 미국 역사상 가장 험난했던 대통령직 인수 과정 중 하나로 여겨져 왔다. 2017년, 더 뉴요커의 에이미 데이비슨 소르킨은 후버가 유권자들이 실수를 저질렀으며, 남은 임기 동안 그들을 보호하는 것이 자신의 의무라고 믿었다고 시사했다. 2020년, 워싱턴 포스트의 로널드 G. 셰이퍼는 후버에서 루스벨트로의 인수 과정을 조 바이든의 대통령직 인수 전까지 "가장 논쟁적인" 대통령직 이양이라고 묘사했으며, 이는 퇴임하는 도널드 트럼프 대통령이 2020년 선거에서 패배를 인정하지 않은 시기였다. 역사학자 에릭 라우치웨이는 후버가 형식적으로는 선거 패배를 인정했지만 정치적인 실질에서는 그렇지 않았으며, 2020년 11월 기준으로 어떤 퇴임 대통령도 비할 바 없는 의도적인 방해를 추구했다고 언급했다. 2020년 CNN 기사에서 역사학 교수 토머스 발세르스키는 후버와 루스벨트 간의 인수(및 에이브러햄 링컨의 대통령직 인수와 조지 W. 부시의 대통령직 인수)를 "미국에 해를 끼친" "끔찍한" 대통령직 인수의 예로 들었다. 루스벨트 인수 과정에서 라우치웨이와 유사하게 그는 후버가 선거 패배를 인정하고 루스벨트에게 지원을 약속했지만,
실제로는 후버는 루스벨트의 뉴딜 정책을 방해하기 위해 모든 수단을 동원했다. 사실상 후버는 루스벨트가 취임하기 전에 공공 사업 프로그램과 같은 뉴딜 정책의 일부를 포기하기를 원했다. 이에 대해 루스벨트는 퇴임하는 대통령과 어떤 방식으로든 협력하기를 거부했다.

### 인용 출처
- Freidel, Frank (1990). 《Franklin D. Roosevelt : a Rendezvous with Destiny》 1판. Boston: Little, Brown, and Company. ISBN 9780316292603.
- Henry, Laurin L. (January 1961). 《Presidential Transitions》. Washington, D.C.: The Brookings Institution.
- Rauchway, Eric (2018). 《Winter War: Hoover, Roosevelt, and the First Clash Over the New Deal》 Fir판. New York. ISBN 978-0465094585.